# Pulau-Pulau Krakatau
Pulau-Pulau Krakatau är öar i Indonesien.   De ligger i provinsen Lampung, i den västra delen av landet, 160 km väster om huvudstaden Jakarta.